# Clément Léger
Pour les articles homonymes, voir Léger.
Clément M. Léger était un homme d'affaires et un homme politique canadien.

## Biographie
Clément M. Léger est né le 14 février 1865 à Memramcook Ouest, dans le village de Memramcook, au Nouveau-Brunswick. Son père est Marcel I. Léger et sa mère est Rosalie P. Léger. Il épouse Catherine D. Gaudet le 15 juillet 1891.
Il est marchand général à Memramcook, dans l'arrondissement de La Hêtrière-McGinleys Corner. Il est élu député de Westmorland à l'Assemblée législative du Nouveau-Brunswick sous la bannière libérale, lors de l'élection générale néo-brunswickoise de 1903. Il est réélu en 1908 et reste en poste jusqu'à l'élection générale de 1912.
Il est membre de la Société des Artisans canadiens-français pour les provinces Maritimes.